# Leigh Bowery
Leigh Bowery (Melbourne, 26 marzo 1961 – Londra, 1º gennaio 1995) è stato un artista, drag queen e designer di moda australiano.
Principalmente noto per le sue esibizioni artistiche provocatorie e talvolta controverse, così come per i suoi abiti anticonformisti e pesantemente kitsch, Bowery fu anche musa del pittore Lucian Freud nonché un influente personalità nel campo della moda d'avanguardia.

## Biografia

### La gioventù e i primi anni a Londra
Bowery nacque e crebbe a Sunshine, un sobborgo di Melbourne, in Australia. In tenera età studiò musica e imparò a suonare il pianoforte. Più tardi studiò moda e design al Royal Melbourne Institute per un anno. Durante i primi anni ottanta, si trasferì a Londra ed entrò in contatto con la scena New romantic, lavorò in un negozio di abbigliamento e apparve in una pubblicità di Pepe Jeans. Presto divenne anche un'influente personalità della scena club di Londra e New York e un personaggio di spicco della moda alternativa e dell'arte, facendo parlare di sé grazie agli stravaganti capi di abbigliamento, spesso di sua ideazione, che indossava. Fece anche vestire le sue creazioni ai suoi amici e coinquilini Guy "Trojan" Barnes e David Walls, con i quali iniziò a guadagnare visibilità nei club con il nome Three Kings.

### Il successo

#### Le creazioni sartoriali e il Taboo
Le collezioni sartoriali di Bowery furono promosse in vari spettacoli a Londra, New York e Tokyo. Inoltre, i pezzi che realizzò per la compagnia di danza di Michael Clark furono premiati dalla Brooklyn Academy of Music nel 1987 dopo essere stati usati in occasione dello show No Fire Escape in Hell. I costumi volutamente kitsch e violenti di Bowery, combinati all'uso di trucchi pesanti, parrucche o copricapi fantasiosi, contribuirono a renderlo un personaggio iconico nel campo della moda. Nel mentre, Bowery si guadagnò anche una buona reputazione in qualità di promotore di intrattenimento e fondò il Taboo: luogo in cui venivano originariamente tenute feste underground ma che divenne un vero e proprio club nel 1985. Tale locale divenne un frequentatissimo punto di ritrovo per le comunità gay e polisessuali dove i clienti erano soliti consumare droghe (soprattutto l'ecstasy) e ascoltare musica New romantic.

#### Artista performativo
Bowery fu anche un performance artist che generò scalpore con le sue esibizioni ove indossava costumi di scena fastosi e intenzionalmente pacchiani. La sua prima performance, a cui assistette il futuro amico Lucian Freud, venne tenuta nel 1988 alla Anthony D'Offay Gallery di Londra, ove Bowery posava dietro uno specchio indossando i suoi costumi di scena sgargianti. Invece, nel suo video Maternity, l'artista indossa un'imbracatura con cui emula una gravidanza. Ad un certo punto, Bowery si corica su un tavolo e dal suo ventre fuoriesce una contorsionista (la futura moglie Nicola Bateman) assieme a un finto cordone ombelicale fatto di salsicce.

#### Modello di Lucian Freud
Nel 1988 Bowery fece la conoscenza del pittore Lucian Freud grazie a Cerith Wyn Evans, che era un amico di entrambi gli artisti. Freud rese Bowery il suo modello prediletto e dichiarò che "è straordinario il modo in cui riesce a modificare il suo corpo senza inibizioni e con grande consapevolezza". Bowery asserì invece di "amare" l'aspetto psicologico del lavoro di Freud e di essersi "sentito sottoposto a psicoanalisi con lui ... Il suo lavoro è pieno di tensione. Come me, è interessato ai lati oscuri delle cose". Bowery posò per una serie di grandi dipinti a figura intera dove le rotondità della drag queen vengono ulteriormente esagerate. Questi dipinti, che furono esibiti al Metropolitan Museum of Art nel 1994, sono considerati tra i lavori migliori e più importanti del pittore tedesco.

### Gli ultimi mesi di vita e la morte
Nel 1993 Bowery formò i Minty con Richard Torry, Nicola Bateman e Matthew Glammore. Il gruppo partecipò a un solo concerto a Westminster documentato nei libri dedicati allo stesso Bowery e allo stilista Alexander McQueen, che partecipò all'evento. Tale concerto, che fu anche il suo ultimo spettacolo, viene considerato uno dei momenti più bassi della carriera artistica dell'intrattenitore e si rivelò un fiasco dal punto di vista commerciale. La band proseguirà la sua carriera sotto la guida di Bateman e Glammore fino all'uscita dell'album Open Wide (1997). 
Sebbene Bowery si fosse sempre dichiarato apertamente omosessuale, pochi mesi prima di spegnersi, sposò la sua amica di lunga data Nicola Bateman il 13 maggio 1994 a Tower Hamlets (Londra).
Bowery morì di AIDS nel 1995.

### Dopo la morte
Nel 2002 venne lanciato il musical Taboo, inaugurato nel West End di Londra e dedicato alla figura di Leigh Bowery. Il protagonista dello spettacolo era interpretato dall'amico Boy George.
Nel 2005 la National Portrait Gallery of Australia acquisì uno scatto fotografico di David Gwinnutt in cui è ritratto Leigh Bowery mentre indossa una pelliccia. Nel 2007, la National Portrait Gallery inserì nella sua collezione una nuova fotografia di Leigh Bowery e l'amico Trojan (Guy Barnes) sempre scattata da David Gwinnutt.

## Discografia

### Nei Minty

#### Singoli
- 1995 – Useless Man

## Filmografia
- Degrees of Blindness, 1988
- The Ghosts of Oxford Street, 1991